# تروون دووال
تروون دووال (انگلیسی: Trevon Duval؛ زادهٔ ۳ اوت ۱۹۹۸) بازیکن بسکتبال اهل ایالات متحده آمریکا است.
از باشگاه‌هایی که در آن بازی کرده‌است می‌توان به بسکتبال مردان دوک بلو دولز و میلواکی باکس اشاره کرد.